# Осетер сибірський
Осетер сибірський (Acipenser baerii) — риба родини осетрові роду осетер. Утворює напівпрохідні й прісноводні форми. Осетер сибірський росте повільно. Статева зрілість самців в Обі наступає у віці 9-14 років (рідко у 8), самиць — в 11-20 років (рідко у 10). У низов'ях Єнісею осетер досягає статевої зрілості в 18-23 років, самці байкальського осетра дозрівають із 15 років, самиці — з 18 років і пізніше. Самиці обського осетра нерестує через 3-4 роки, самці — через 1-2 роки; у пониззі Єнісею осетер нерестує частіше через 4 роки. Граничний вік сибірського осетра — 60 років.

## Поширення
Живе в річках Сибіру від Обі до Колими й далі до Індигірки. У басейні Іртишу поширений до озера Зайсан (і Чорного Іртиша), в Обі — від Обсько-Тазівської губи (від мису Дров'яного) до самих верхів'їв Обі, Катуні; заходить до Телецького озера. У Байкалі й Зайсані утворив озерні житлові форми.

## Підвиди
У виді виділяють 3 підвиди:
- Acipenser baerii baerii (Brandt, 1869)
- Acipenser baerii baicalensis (Nikolskii, 1896)
- Acipenser baerii stenorrhynchus (Nikolskii, 1896)